# Sedrick Barefield
Sedrick Barefield (Corona, 18 novembre 1996) è un cestista statunitense.